# Avenula sulcata subsp. occidentalis
Avenula sulcata subsp. occidentalis é uma subespécie de planta com flor pertencente à família Poaceae. 
A autoridade científica da subespécie é (Gervais) Romero Zarco, tendo sido publicada em Lagascalia 13(1): 124. 1984.

## Portugal
Trata-se de uma subespécie presente no território português, nomeadamente em Portugal Continental.
Em termos de naturalidade é endémica da Península Ibérica.

## Protecção
Não se encontra protegida por legislação portuguesa ou da Comunidade Europeia.